# Eye in the Sky (film)
Eye in the Sky is een Britse film uit 2015 onder regie van Gavin Hood. De film ging in première op 11 september op het 40ste Internationaal filmfestival van Toronto.

## Verhaal
De film begint in Nairobi, Kenia, waar Alia Mo'Allim, een jong meisje, met een hoelahoep speelt in haar achtertuin.
Kolonel van het Britse leger Katherine Powell wordt wakker en verneemt dat een undercover Brits-Keniaanse agent is vermoord door Al-Shabaab. Vanuit het hoofdkantoor in Northwood neemt ze het commando over een missie om drie van de tien Al-Shabaab-leiders van het hoogste niveau te vangen, die bijeenkomen op een schuiladres in Nairobi.
Een multinationaal team werkt samen aan de missie, met elkaar verbonden door middel van video- en spraaksystemen. De luchtbewaking wordt verzorgd door een USAF MQ-9 Reaper-drone die wordt bestuurd vanaf Creech Air Force Base in Nevada door luitenant Steve Watts. Enkele undercover Keniaanse veldagenten, waaronder Jama Farah, gebruiken korteafstands-ornithopter- en insectothopter-camera's om verbinding te maken via grondinformatie. Keniaanse speciale troepen zijn in de buurt gepositioneerd om de arrestatie te verrichten. Gezichtsherkenning om menselijke doelen te identificeren wordt uitgevoerd door A1C Lucy Galvez vanuit het Joint Intelligence Center Pacific in Pearl Harbor op Hawaï. De missie staat in het Verenigd Koninkrijk onder toezicht van een COBRA-bijeenkomst met de Britse luitenant-generaal Frank Benson, Onderminister voor Buitenlandse Zaken Brian Woodale, Onderminister van Staat van Afrika Angela Northman en Procureur-generaal George Matherson.
Farah ontdekt dat de drie doelwitten twee zelfmoordterroristen bewapenen voor een vermoedelijke aanval op een burgerdoelwit. Powell besluit dat het op handen zijnde bombardement het missiedoel verandert van "gevangennemen" in "doden". Ze vraagt Watts om een precisie Hellfire-raketaanval op het gebouw voor te bereiden en vraagt de mening van haar juridisch adviseur, majoor Howard Webb van het Britse leger. Tot haar frustratie raadt Webb haar aan om goedkeuring van superieuren te zoeken. Benson vraagt toestemming aan de COBRA-leden, die er niet in slagen om tot een besluit te komen en de vraag voorleggen aan de Britse minister van Buitenlandse Zaken James Willett, die momenteel op handelsmissie is in Singapore. Hij geeft geen definitief antwoord en wendt zich tot de Amerikaanse minister van Buitenlandse Zaken Ken Stanitzke, die op handelsmissie is in Peking. Stanitzke verklaart de Amerikaanse zelfmoordterrorist onmiddellijk tot staatsvijand. Willett dringt er vervolgens op aan dat COBRA de nodige zorgvuldigheid betracht om nevenschade tot een minimum te beperken.
Alia, die in het huis naast het doelwit woont, is nu in de buurt van het beoogde gebouw en verkoopt het brood van haar moeder. De militairen benadrukken het risico om potentiële zelfmoordterroristen het huis te laten verlaten. De advocaten en politici die bij de commandostructuur betrokken zijn, betogen de persoonlijke, politieke en juridische verdiensten van en rechtvaardiging voor het lanceren van een Hellfire-raketaanval in een bevriend land dat geen oorlog voert met de Verenigde Staten of het Verenigd Koninkrijk, met een aanzienlijk risico op bijkomende schade. Watts ziet het directere risico in van de kleine Alia die brood verkoopt buiten het gebouw waar het doelwit zich bevindt en ze proberen het afvuren van de raket uit te stellen totdat Alia weer vertrekt.
Farah krijgt de opdracht om al het brood van Alia te kopen zodat ze zal vertrekken, maar nadat hij haar heeft betaald wordt zijn dekmantel ontdekt en wordt hij gedwongen te vluchten zonder het brood. Powell zoekt toestemming om de aanval uit te voeren en geeft haar risicobeoordelingsfunctionaris, sergeant Mushtaq Saddiq, de opdracht om parameters te vinden waarmee hij een lager risico van 45% op burgerdoden kan berekenen. Saddiq re-evalueert het inslagpunt en schat de kans op Alia's dood op 45 à 65%. Powell laat hem enkel de ondergrens bevestigen en meldt dit vervolgens aan de commandostructuur. De aanval wordt toegestaan en Watts vuurt een raket af. De explosie vernietigt het gebouw en verwondt Alia, maar één samenzweerder, de Britse Susan Danford, overleeft de aanval. Watts krijgt de opdracht om een tweede raket af te vuren, die de locatie raakt op het moment dat Alia's ouders haar bereiken. Ze haasten zich met Alia naar een ziekenhuis, waar ze sterft.
In de situatiekamer in Londen hekelt de onderminister Northman Benson voor het doden vanuit de veiligheid van zijn stoel. Benson antwoordt dat hij op de grond is geweest bij vijf zelfmoordaanslagen en voegt eraan toe terwijl hij weggaat, haar tot tranen uitbarstend: Zeg nooit tegen een soldaat dat hij niet weet wat de kosten van oorlog zijn.

## Rolverdeling

#### Verenigd Koninkrijk
| Acteur         | Personage                                           |
| -------------- | --------------------------------------------------- |
| Helen Mirren   | Kolonel Katherine Powell                            |
| Alan Rickman   | Luitenant-generaal Frank Benson                     |
| John Heffernan | Majoor Howard Webb                                  |
| Babou Ceesay   | Sergeant Mushtaq Saddiq                             |
| Carl Beukes    | Sergeant Mike Gleeson                               |
| Jeremy Northam | Onderminister voor Buitenlandse Zaken Brian Woodale |
| Iain Glen      | Minister van Buitenlandse Zaken James Willett       |
| Monica Dolan   | Onderminister van Staat van Afrika Angela Northman  |
| Richard McCabe | Procureur-generaal George Matherson                 |

#### Verenigde Staten
| Acteur          | Personage                                     |
| --------------- | --------------------------------------------- |
| Aaron Paul      | Luitenant Steve Watts                         |
| Phoebe Fox      | A1C Carrie Gershon                            |
| Lemogang Tsipa  | SrA Matt Levery                               |
| Kim Engelbrecht | A1C Lucy Galvez                               |
| Gavin Hood      | Luitenant-kolonel Ed Walsh                    |
| Michael O'Keefe | Minister van Buitenlandse Zaken Ken Stanitzke |
| Laila Robins    | Adviseur Nationale Veiligheid Jillian Goldman |

#### Kenia
| Acteur          | Personage                            |
| --------------- | ------------------------------------ |
| Vusi Kunene     | Majoor Moses Owiti                   |
| Barkhad Abdi    | Jama Farah                           |
| Warren Masemola | Atieno                               |
| Ebby Weyime     | Damisi                               |
| Armaan Haggio   | Musa Mo'Allim                        |
| Aisha Takow     | Alia Mo'Allim                        |
| Faisa Hassan    | Fatima Mo'Allim                      |
| Mondé Sibisi    | Muhammad Abdisalaam                  |
| Hassan Abdullah | Shahid Ahmed                         |
| Roberto Kyle    | Rasheed Hamud                        |
| Lex King        | Susan Helen Danford / Ayesha Al-Hady |
| Dek Hassan      | Abdullah Al-Hady                     |